# Ernest Goupil
Auguste Ernest Goupil (* 10. April 1814 in Châteaudun, Frankreich; † 2. Januar 1840 in Hobart, Australien) war ein französischer Maler, der an der bedeutenden Forschungsreise von Jules Dumont d’Urville im Südpazifik und in der Antarktis teilnahm.

## Biografie
Goupil war der Sohn des Apothekers Auguste Goupil und Anne Lutton, verheiratet am 2. Dezember 1793 in Paris. Er hatte zwei ältere Brüder, darunter der bedeutende Kunstverleger Adolphe (1806–1893).

### Ausbildung
Für seine Malereiausbildung schloss sich Goupil zunächst Louis Étienne Watelet, dann Jules Coignet als Schüler an.
1833 reiste er in die Auvergne und vertiefte seine Freundschaft mit Prosper Marilhat, den er bereits aus dem Atelier Watelets kannte. Dessen Erfolg mit seinen orientalistischen Bildern weckte auch Goupils Reiselust, zumal er sich nicht damit zufriedengeben wollte, die Werke anderer Künstler zu kopieren. Von Charles Mozin erhielt Goupil außerdem Anregungen zu Naturstudien, insbesondere auch zu Meeresdarstellungen.

### Erste Reise
Im November 1835 schiffte sich Goupil in Saint-Valery auf einem Handelsschiff ein, das Spanien umsegelte, um nach Marseille zu gelangen. Er ging nach Sète, war aber mit den Gegebenheiten vor Ort so unzufrieden, dass er per Schiff nach Algerien weiterreiste, wo er auch aufgrund von Stürmen erst im Februar des Folgejahres ankam. Nach zwei Monaten vor Ort kehrte er nach Marseille zurück. In der Folge schloss er sich den Malern Gaspard-Jean Lacroix, Jean-Baptiste Camille Corot und Achille-Adolphe Francey an, die sich in Montpellier niedergelassen hatten. Er blieb dort bis 1836 und reiste dann ab, um sich auf den Pariser Salon vorzubereiten, an dem er auch 1834 und 1835 teilgenommen hatte.

### Expedition mit Dumont d'Urville
Goupil erfuhr, dass der als Forschungsreisende bereits bekannte Jules Dumont d’Urville eine dreijährige wissenschaftliche Expedition plante. Er legte ihm einige Arbeitsproben vor, um sich für die Teilnahme zu bewerben, was ihm schließlich seitens des Marineministers auch genehmigt wurde. Goupil erhielt die offizielle Position des Zeichners für die Reise an Bord der Expeditionsschiffe Zélée und Astrolabe auf ihrer Fahrt in den Südpazifik und in die Antarktis. Die Zeit an Bord wurde für Goupil außerordentlich produktiv und er galt bei den Crews als geschätztes Mitglied der Expedition. Teile seines Werkes wurden in der Dokumentation der Expedition:  Voyage au pole sud et dans l'Océanie sur les corvettes l'Astrolabe et la Zélée, die von 1837 bis 1840 im Auftrag des Königs erstellt wurde, abgedruckt. Aus seinen Zeichnungen wurden auch Lithografien erstellt, unter anderem von Émile Lassalle, Pharamond Blanchard und Adolphe Jean-Baptiste Bayot.

« Sur la Zélée, M. Goupil emplit ses cartons de tableaux précieux, et sur l'Astrolabe, le jeune chirurgien Le Breton, qui a un talent remarquable dans ce genre, exécute aussi à ma demande des dessins charmants. »

„Auf der Zélée füllte Herr Goupil seine Kisten mit kostbaren Gemälden, und auf der Astrolabe fertigte der junge Chirurg Le Breton, der ein bemerkenswertes Talent in diesem Genre hat, auf meine Bitte hin auch bezaubernde Zeichnungen an.“

Einige Zeichnungen wurden an den Marineminister geschickt und dem König gezeigt, der sie in Gemälde des Marinemalers Théodore Gudin übertragen sehen wollte, wozu Goupil allerdings seine Zustimmung nicht gegeben hatte. Die Expedition setzte unterdessen ihre Reise in den Südpazifik fort. Goupil fand hier eine Vielzahl von Motiven und war letztlich darüber frustriert, dass er aus Zeitmangel von den vielen Eindrücken nur wenige festhalten konnte.
In Samarang wurde die Besatzung schließlich von einer Ruhr Epidemie heimgesucht, der Goupil letztlich nach zwei Monaten Krankheit erlag. Er starb am 2. Januar 1840 an der Ruhr in Hobart, Australien und wurde dort mit militärischen Ehren begraben. Das Kap Legoupil ist nach ihm benannt.

## Werke
Goupil fertigte hauptsächlich Aquarelle und Gemälde und wurde stark von Claude Le Lorrain und Jan-Baptist Huysmans inspiriert. Er versuchte, das Gesehene detailgetreu und ohne allzu starke Kontraste wiederzugeben. Die zum Teil übertriebenen Darstellungen der Orientalisten lagen ihm fern.
Einige seiner Werke sind in der Nationalbibliothek von Frankreich verwahrt.

## Galerie

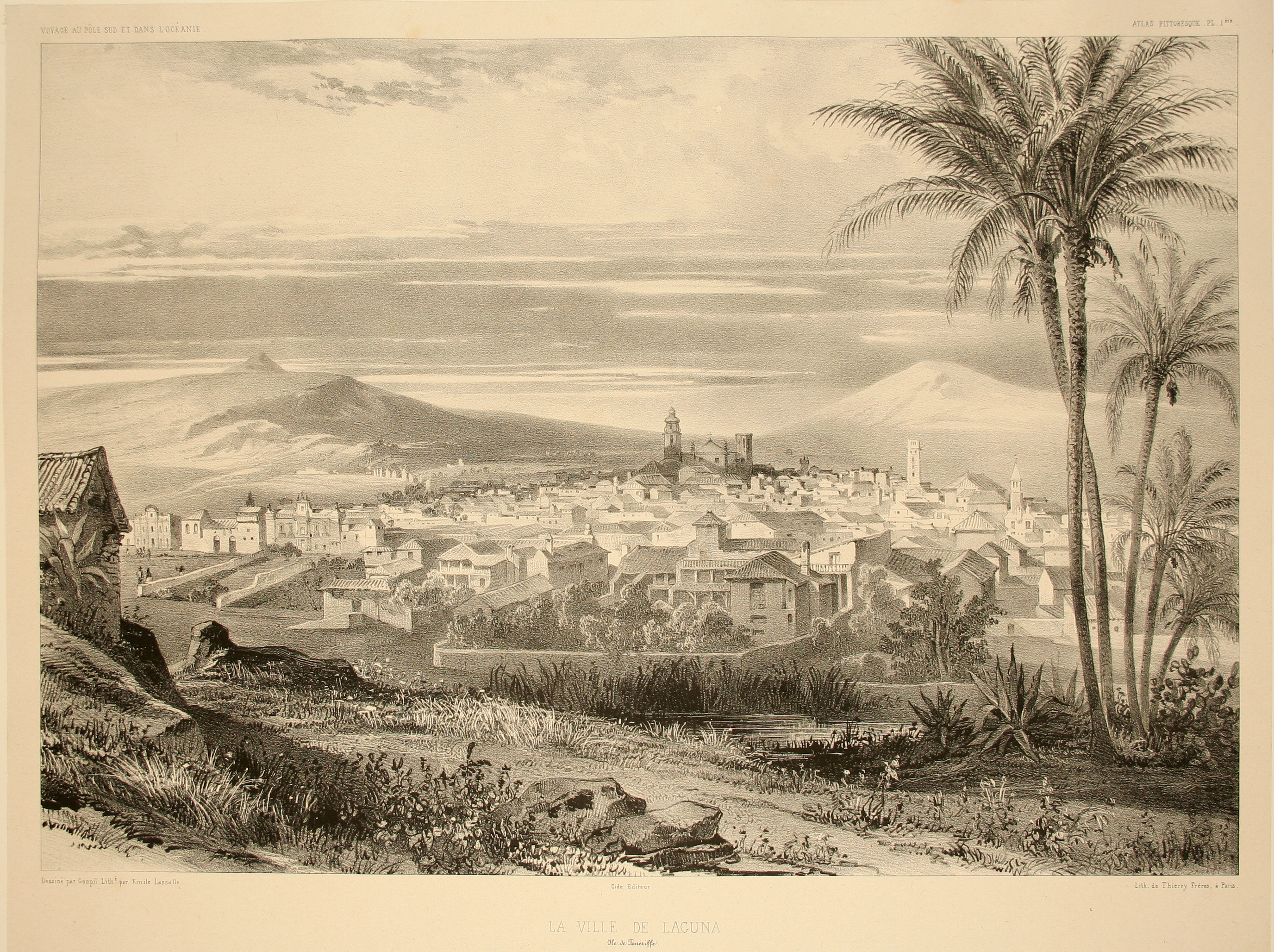
Teneriffa
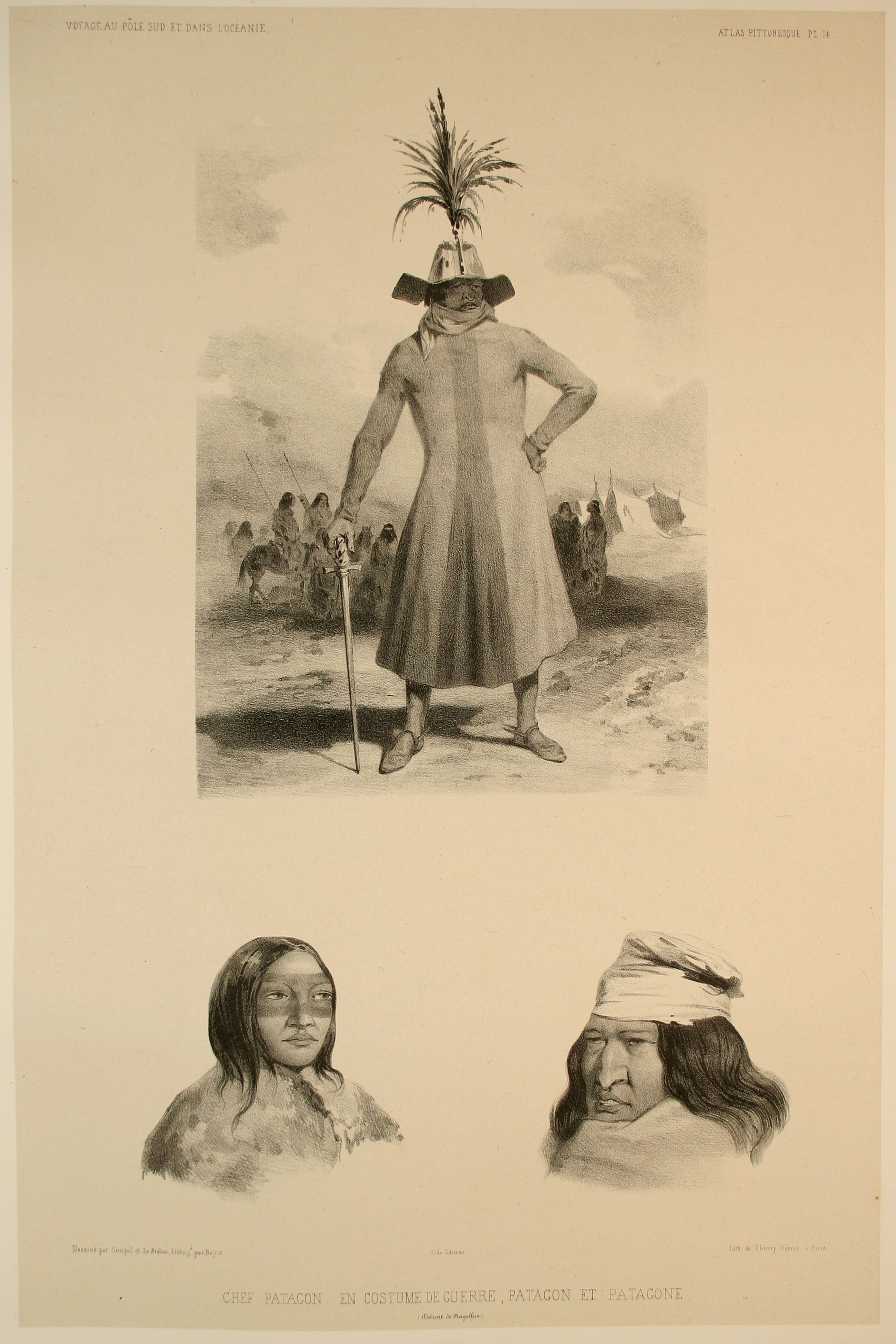
Patagonischer Häuptling im Kriegskostüm
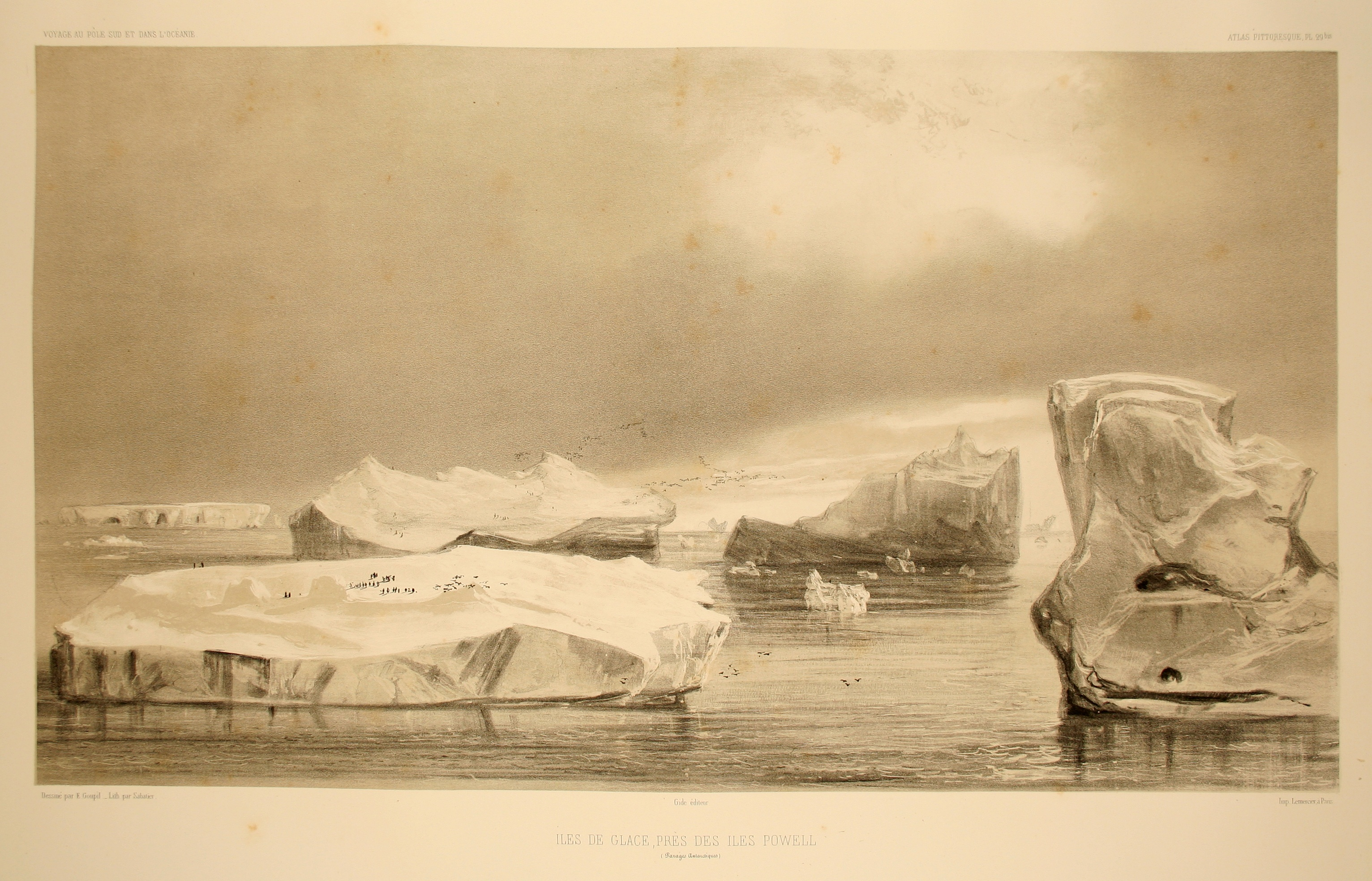
Verschiedene Formen von Eisbergen
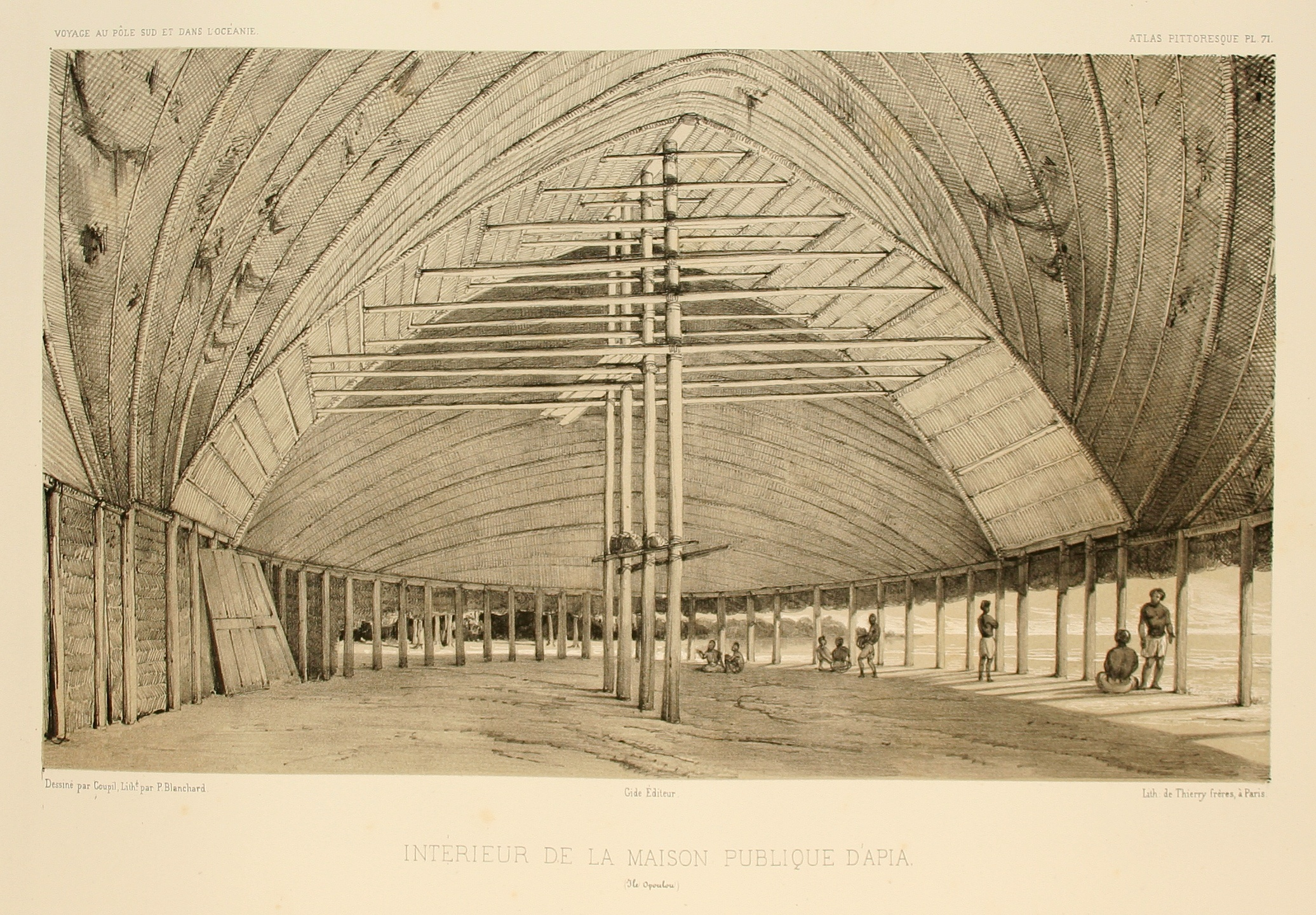
Innenraum eines Versammlungshauses in Apia

## Bibliographie
- Jules Dumont d’Urville: Voyage au pole sud et dans l'Océanie sur les corvettes l’Astrobale et la Zélée, exécuté par ordre du roi pendant les années 1837-1838-1839-1840. Gide. 1845.
- A. Soudry & G. Téqui: Dumont d’Urville, sa vie intime pendant son troisième voyage autour du monde. G. Téqui. Libraire-éditeur. 1886.
- Étienne Taillemite: Marins français à la découverte du monde: de Jacques Cartier à Dumont d’Urville. Fayard. Paris. 1999. ISBN 2-213-60114-3.
- The Dictionary of Australian Artists: painters, sketchers, photographers and engravers to 1870.